# Holmtjärnet (Gunnarskogs socken, Värmland)
Holmtjärnet är en sjö i Arvika kommun i Värmland och ingår i Göta älvs huvudavrinningsområde.